# Nova Kameanka, Velîka Oleksandrivka
Nova Kameanka (în ucraineană Нова Кам'янка) este localitatea de reședință a comunei Nova Kameanka din raionul Velîka Oleksandrivka, regiunea Herson, Ucraina.

## Demografie
Componența lingvistică a localității Nova Kameanka
     Ucraineană (97,06%)
     Rusă (2,63%)
     Alte limbi (0,2%)
Conform recensământului din 2001, majoritatea populației localității Nova Kameanka era vorbitoare de ucraineană (97,06%), existând în minoritate și vorbitori de rusă (2,63%).